# Помуч
Пому́ч (исп. Pomuch) — посёлок в Мексике, в штате Кампече, входит в состав муниципалитета Хесельчакан. Численность населения, по данным переписи 2020 года, составила 9607 человек.

## Общие сведения
Название Pomuch с майянского языка можно перевести как: жареная жаба.
Первое упоминание о поселении относится к 1636 году, когда здесь была построена церковь Непорочного зачатия девы Марии.
Помуч известен как мексиканской, так и международной общественности своей традицией отмечать День Мёртвых.
Посёлок расположен в 5 км к юго-западу от административного центра — города Хесельчакан.

## Население
| Год  | Численность | Численность |
| ---- | ----------- | ----------- |
| 2000 | 7278        | [ 7 ]       |
| 2005 | 8180        | [ 8 ]       |
| 2010 | 8694        | [ 9 ]       |
| 2020 | 9607        | [ 10 ]      |